# Stefan Böger
Stefan Böger (ur. 1 czerwca 1966 w Erfurcie) – niemiecki piłkarz występujący na pozycji obrońcy lub pomocnika.

## Kariera klubowa
Böger treningi rozpoczął w wieku 7 lat w enerdowskim klubie BSG Umformtechnik Erfurt. W 1979 roku przeszedł do juniorskiej ekipy zespołu FC Carl Zeiss Jena. W 1984 roku został włączony do jego pierwszej drużyny. W 1988 roku dotarł z nim do finału Pucharu NRD, jednak FC Carl Zeiss Jena przegrało tam 0:2 z Dynamem Berlin.
W 1991 roku, po zjednoczeniu Niemiec, Böger został graczem Hansy Rostock, grającej w Bundeslidze. W tych rozgrywkach zadebiutował 3 sierpnia 1991 w wygranym 4:0 meczu z 1. FC Nürnberg. 14 sierpnia 1991 w wygranym 5:1 spotkaniu z Borussią Dortmund strzelił pierwszego gola w trakcie gry w Bundeslidze. W 1992 roku spadł z klubem do 2. Bundesligi. Wówczas odszedł z Hansy.
Latem 1992 roku Böger trafił do innego drugoligowego zespołu, MSV Duisburg. W 1993 roku awansował z nim do Bundesligi. W 1995 roku powrócił z Duisburgiem do 2. Bundesligi. Wówczas przeniósł się do Fortuny Kolonia, również grającej w 2. Bundeslidze. W latach 1996–1997 grał w FC Gütersloh (2. Bundesliga). W 1997 roku przeszedł do pierwszoligowego Hamburgera SV. Pierwszy ligowy mecz zaliczył tam 3 sierpnia 1997 przeciwko Borussii Mönchengladbach (2:2). W 1999 roku Böger zakończył karierę.

## Kariera reprezentacyjna
W reprezentacji NRD Böger zadebiutował 11 kwietnia 1990 w wygranym 2:0 towarzyskim meczu z Egiptem. Po raz ostatni w kadrze zagrał 12 września 1990 w wygranym 2:0 towarzyskim pojedynku z Belgią, który był jednocześnie ostatnim meczem w historii reprezentacji NRD. W drużynie narodowej Böger rozegrał w sumie 4 spotkania, wszystkie w 1990 roku.

## Kariera trenerska
Po zakończeniu kariery piłkarskiej Böger został trenerem. Jego pierwszym klubem były rezerwy zespołu Hamburger SV. Potem trenował rezerwy Hansy Rostock. W latach 2004–2006 był szkoleniowcem klubu VfB Lübeck, grającego w Regionallidze Nord. W 2006 roku został trenerem zespołu Holstein Kilonia, z którym w 2007 roku spadł z Regionalligi. Od 2008 roku trenuje reprezentację Niemiec U-16.